# Horus Ba
Pour les articles homonymes, voir Horus (homonymie).
Horus Ba (ou plus simplement Ba)  est un roi de la IIe dynastie pendant la période thinite. L'appartenance de ce roi à cette dynastie n'est pas complètement assurée, il a également pu régner à la fin de la Ire dynastie. 

## Attestations
Les seules sources sûres du nom d'un roi dont le nom d'Horus était Ba sont :
- un fragment de dalle de basalte, trouvé dans les galeries souterraines sous la pyramide à degrés du roi Djéser à Saqqarah[1],
- et le mastaba du haut fonctionnaire de la VIe dynastie nommé Ny-Ânkh-Ba[1].

En 1820, le scientifique Alessandro Ricci a publié le dessin d'un serekh avec une seule jambe (signe Gardiner D58) comme hiéroglyphe à l'intérieur. Le dessin a été publié dans le volume no 35 de la série Zeitschrift für Ägyptische Sprache und Altertumskunde. Selon Ricci, le serekh a été trouvé dans une inscription rupestre à Ouadi Maghara dans le Sinaï. Karl Richard Lepsius a également publié le serekh avec seulement une jambe, mais fautivement sans faucon. Il s'agit probablement d'une erreur : l'égyptologue Jaroslav Černý a découvert que Ricci faisait référence à l'inscription rupestre du roi Sanakht (IIIe dynastie). Ricci avait simplement mal interprété les signes utilisés pour le nom de Sanakht - un signe vertical d'une boucle de corde (signe V28), le signe en zigzag pour l'eau (N35) et un signe de la branche (M3) en bas - comme un seul symbole de jambe.

## Identité
On sait très peu de choses sur le roi Horus Ba. Les quelques vestiges archéologiques ne font qu'assurer l'existence d'un tel souverain, mais ils ne donnent pas d'autres informations.
Des égyptologues tels que Jaroslav Černý et Peter Kaplony pensent que le roi Ba pourrait être identique au roi Horus Oiseau, lui aussi peu attesté. Ce souverain a écrit son nom avec le signe d'un oiseau ressemblant à une oie, mais comme la représentation du signe de l'oiseau en question manque de détails artistiques permettant de l'identifier, les égyptologues contestent la lecture correcte et la signification du nom de cet Horus Oiseau. Černý et Kaplony pensent que les noms des deux rois ont la même transcription : Ba. Dans ce cas, Horus Ba et Horus Oiseau seraient la même figure historique. La théorie de Černý et Kaplony n'est pas communément acceptée.
En revanche, des égyptologues tels que Nabil Swelim pensent qu'Horus Ba fut le successeur immédiat du roi Nynetjer de la IIe dynastie. Il indique que la forme de nom de Nynetjer dans la liste d'Abydos commence par le même signe hiéroglyphique (un bélier ; signe Gardiner E11) comme le nom serekh d'Horus Ba. Swelim croit donc que le nom Horus Ba a été mélangé par erreur avec le nom de naissance de Nynetjer.
Le lieu de sépulture de Ba est inconnu.